# Palazzo di Nestore

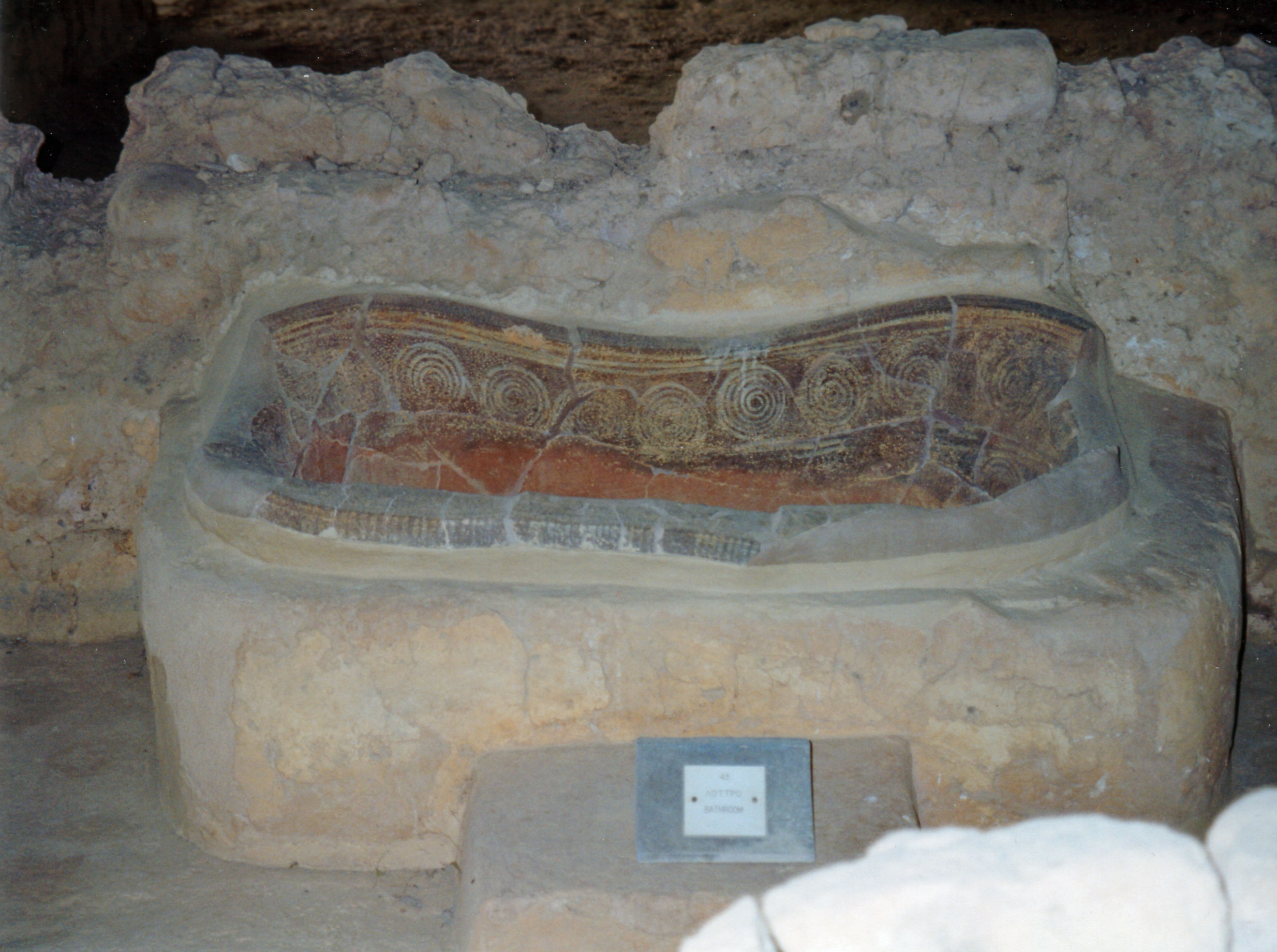
Terme nel Palazzo di Nestore

Il Palazzo di Nestore (in greco moderno: Ανάκτορο του Νέστορα - Dimotiki -; Ἀνάκτορον Νέστορος - Katharevousa -) era un centro importante in epoca micenea, descritto nell'Iliade e nell'Odissea come il regno di Nestore nella "Pilo sabbiosa".
Il palazzo è apparso nella storia della Guerra di Troia, come Omero fa dire a Telemaco:
 Pilo trovammo,

Ed il pastor de’ popoli Nestorre.

Qual padre accoglie con carezze un figlio

Dopo lunga stagion d’altronde giunto,

Tal me in sua reggia, e tra l’illustre prole 
Il sito è il meglio conservato della Grecia micenea scoperta. Il palazzo è la struttura principale all'interno di un insediamento di epoca tardo elladica più grande, un tempo probabilmente circondato da un muro fortificato. L'edificio a due piani aveva magazzini, officine, bagni, pozzi di luce, sale di ricevimento e un sistema di fognature.
L'insediamento era stato a lungo occupato con la maggior parte dei reperti scoperti risalenti al 1300 a.C. Il complesso del palazzo fu distrutto da un incendio intorno al 1200 a.C.
Nel giugno 2016 il sito è stato riaperto al pubblico dopo che il tetto è stato sostituito da una struttura moderna con passerelle rialzate per i visitatori.

## Posizione

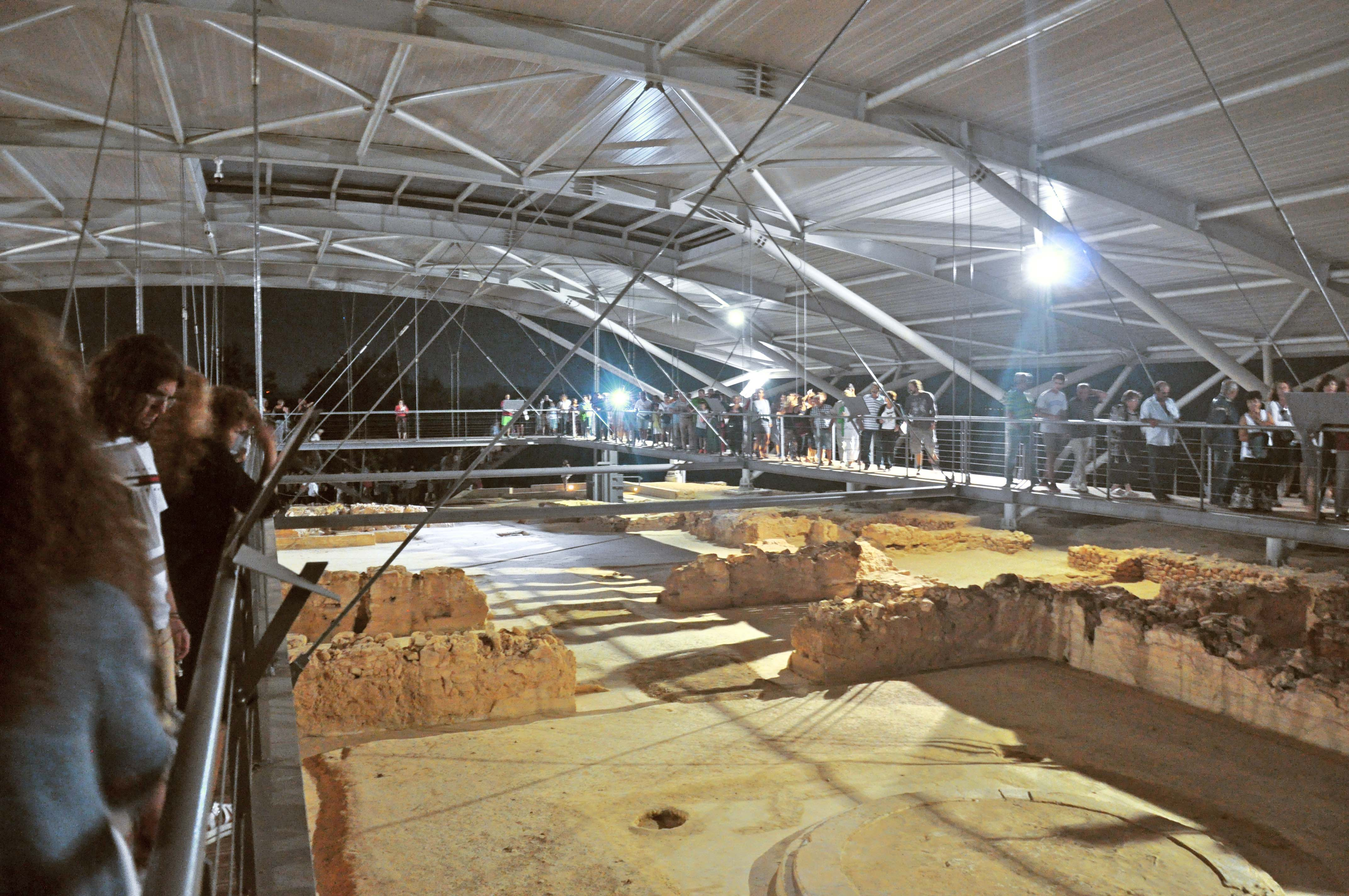
Il sito con il nuovo tetto.

Il sito si trova sulla collina di Epanò Englianos, situato vicino alla strada 4 chilometri a sud di Chora e 17 chilometri a nord di Pilo, a 150 metri sul livello del mare e in una zona di 170 metri per 90 metri.

## Gli scavi

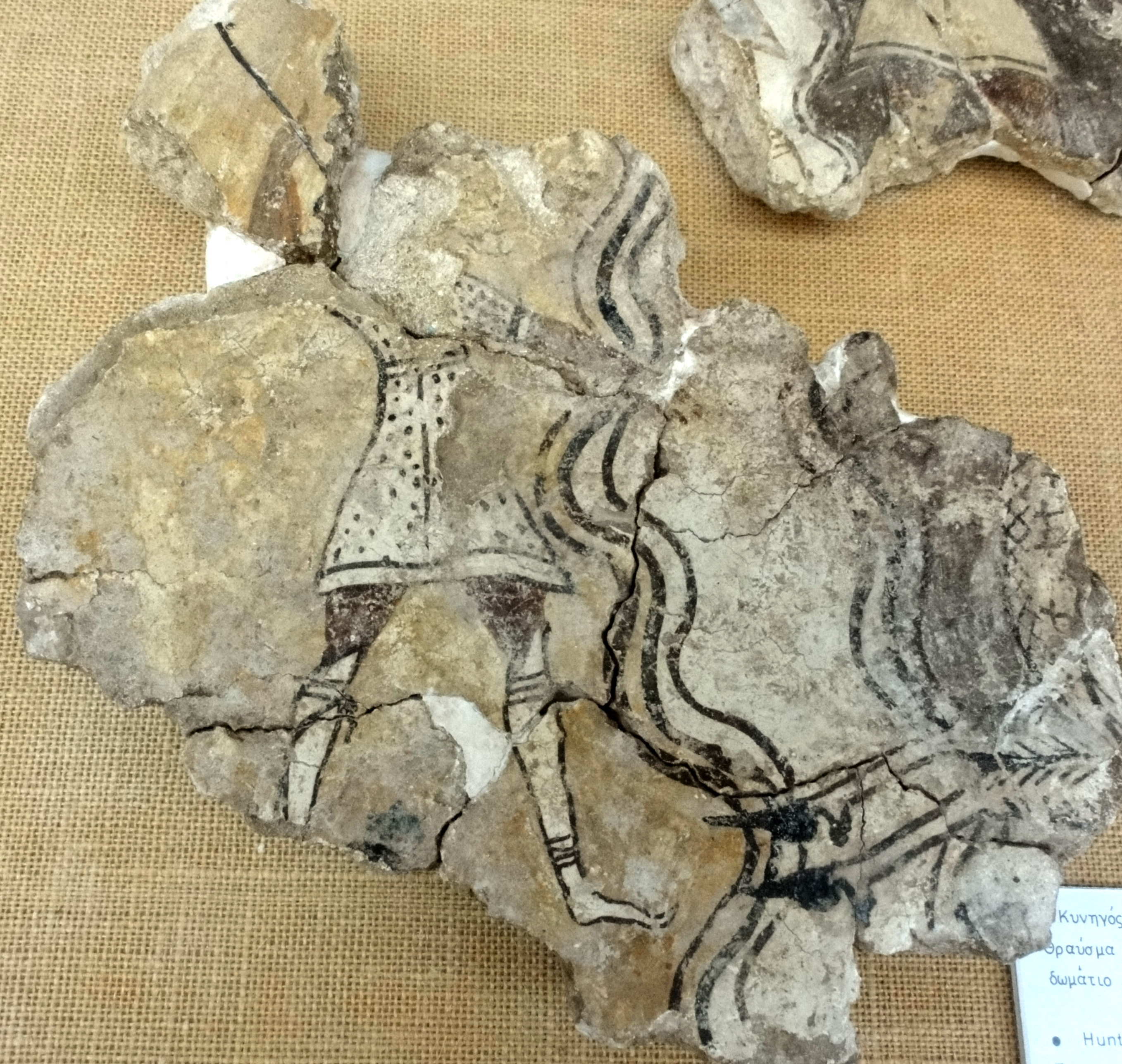
Affresco del cacciatore e del cervo, nella stanza 43.

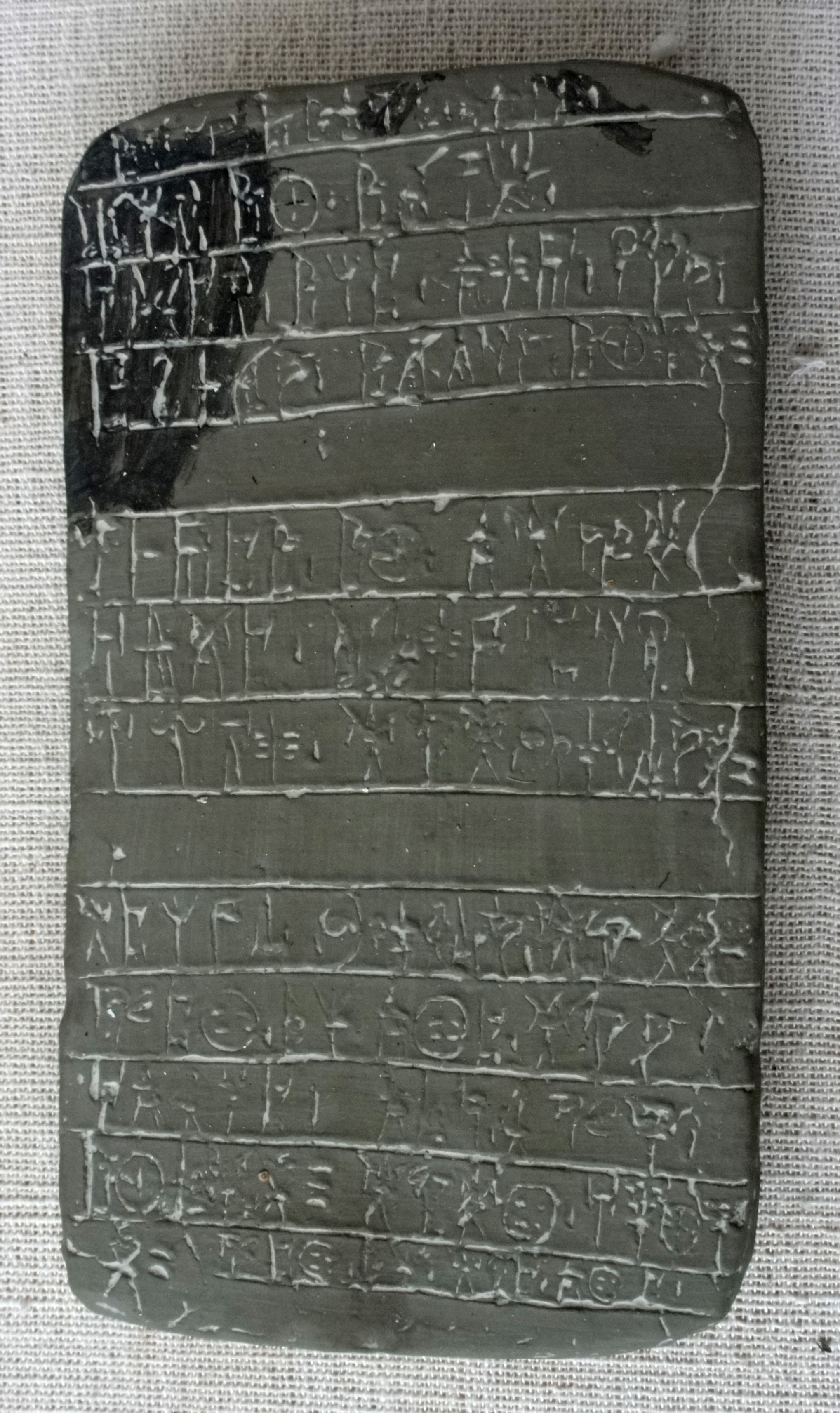
Tavoletta in lineare B del palazzo nel Museo archeologico di Chora.

Nel 1912 e nel 1926 furono scavate due tombe tholos a nord della baia di Navarino. Una conteneva tre barattoli decorati e l'altro una collezione di vasi del primo Miceneo e del Medio Ellanico.
Una spedizione congiunta greca-americana fu formata con il Servizio archeologico greco e l'Università di Cincinnati e il 4 aprile 1939 iniziarono gli scavi di prova di Epano Englianos. Fin dal primo giorno muri in pietra, frammenti di affreschi, ceramiche micenee e tavolette iscritte furono trovate.
Durante lo scavo nel 1939 furono rinvenuti circa 1.000 tavolette in lineare B che, dopo la traduzione, dimostrarono che costituivano parte dell'archivio reale.
Uno scavo sistematico fu impossibile durante la seconda guerra mondiale e gli scavi ripresero nel 1952. Dal 1952 al 1966 il palazzo fu scoperto e furono esplorate ulteriormente le aree intorno all'acropoli.

## La tomba del guerriero del Grifone
Nel 2015 l'Università di Cincinnati ha scoperto un reperto straordinariamente ricco non lontano dal palazzo. Questa indisturbata sepoltura di un guerriero miceneo, chiamato il "guerriero del Grifone" dalla squadra di recupero, ha al suo interno anelli d'oro, armi di bronzo e molti altri manufatti. L'iconografia dei manufatti mostra una miscela di cultura minoica e micenea.
La domenica del 12 giugno 2016 è stato riaperto il sito archeologico (dopo la riqualificazione), e inaugurato con una nuova copertura protettiva che si estende sopra un'area monumentale di 3.185 m², che ha reso possibile visitar il palazzo su vestiboli sospesi.

## Tavolette
Le tavolette d'argilla in lineare B confermano che il palazzo fu il centro amministrativo, politico e finanziario della Messenia micenea.